# Sean Rooney (calciatore)
Sean Rooney (Blacktown, 1º marzo 1989) è un ex calciatore australiano, di ruolo attaccante.

## Carriera

### Club
Ha giocato 4 partite in AFC Champions League, 3 con la maglia dei Newcastle Jets e una nei turni preliminari con il Bengaluru, con cui ha giocato anche 5 partite in AFC Cup.

### Nazionale
Nel 2009 ha partecipato al Campionato mondiale di calcio Under-20 2009 svoltosi in Egitto.